# 1329
| [ Edytuj tabelę ]                          |                                                                           |
| Król Polski                                | - 1320 Władysław I Łokietek 1333                                          |
| Król Albanii                               | - 1301 Filip I 1332                                                       |
| Współksiążęta Andory                       | - 1326 Arnau de Llordà 1341 - 1315 Gaston II 1343                         |
| Król Angkoru                               | - 1327 Dżajawarman IX 1336                                                |
| Król Anglii                                | - 1327 Edward III 1377                                                    |
| Król Aragonii i Walencji, hrabia Barcelony | - 1327 Alfons IV Łagodny 1336                                             |
| Władca Azteków                             | - 1325 Tenoch 1376                                                        |
| Margrabia Brandenburgii                    | - 1320 Ludwik 1351                                                        |
| Książę Burgundii                           | - 1315 Eudes IV 1349                                                      |
| Książę Dolnej Bawarii                      | - 1309 Otto IV 1334 - 1309 Henryk XIV Bawarski 1339 - 1312 Henryk XV 1333 |
| Książę Górnej Bawarii                      | - 1294 Ludwik III 1340                                                    |
| Cesarz Bizancjum                           | - 1328 Andronik III Paleolog 1341                                         |
| Car Bułgarii                               | - 1323 Michał III Szyszman 1330                                           |
| Cesarz Chin                                | - 1328 Wenzong 1329 - 1329 Mingzong 1329 - 1329 Wenzong 1332              |
| Król Cypru                                 | - 1324 Hugo IV 1359                                                       |
| Król Czech                                 | - 1310 Jan Luksemburski 1346                                              |
| Król Danii                                 | - 1326 Waldemar III 1329 - 1329 Krzysztof II 1332                         |
| Władca Egiptu                              | - 1310 An-Nasir Muhammad 1341                                             |
| Cesarz Etiopii                             | - 1314 Amde Tsyjon I 1344                                                 |
| Król Francji                               | - 1328 Filip VI 1350                                                      |
| Król Gruzji                                | - 1314 Jerzy V Wspaniały 1346                                             |
| Hrabia Holandii                            | - 1304 Wilhelm III 1337                                                   |
| Cesarz Japonii                             | - 1318 Go-Daigo 1339                                                      |
| Kalif                                      | - 1302 Al-Mustakfi I 1340                                                 |
| Król Kastylii i Leónu                      | - 1312 Alfons XI 1350                                                     |
| Patriarcha Konstantynopola                 | - 1323 Izajasz 1334                                                       |
| Władca Korei                               | - 1313 Ch’ungsuk 1330                                                     |
| Wielki książę litewski                     | - 1316 Giedymin 1341                                                      |
| Cesarz Majapahitu                          | - 1328 Tribhuwana Widżajatunggadewi 1350                                  |
| Sułtan Maroka                              | - 1310 Abu Said Usman II 1331                                             |
| Książę Mediolanu                           | - 1329 Luchino 1339                                                       |
| Wielki książę moskiewski                   | - 1328 Iwan I Kalita 1340                                                 |
| Król Nawarry                               | - 1328 Joanna II z Nawarry i Filip z Évreux 1342                          |
| Król Norwegii                              | - 1319 Magnus Eriksson 1355                                               |
| Hrabia Palatynatu                          | - 1327 Rudolf II Wittelsbach 1353                                         |
| Papież                                     | - 1316 Jan XXII 1334 - 1328 Mikołaj V (antypapież) 1330                   |
| Król Portugalii                            | - 1325 Alfons IV 1357                                                     |
| Książę Rusi halickiej                      | - 1323 Jerzy II 1340                                                      |
| Cesarz Rzymski (niemiecki)                 | - 1314 Ludwik IV Bawarski 1347                                            |
| Książę Saksonii                            | - 1298 Rudolf I 1356                                                      |
| Król Serbii                                | - 1321 Stefan Urosz III 1331                                              |
| Król Szkocji                               | - 1306 Robert I 1329 - 1329 Dawid II Bruce 1371                           |
| Król Szwecji                               | - 1319 Magnus Eriksson 1363                                               |
| Sułtan Turków                              | - 1324 Orchan 1360                                                        |
| Doża Wenecji                               | - 1328 Francesco Dandolo 1339                                             |
| Król Węgier                                | - 1308 Karol Robert 1342                                                  |
| Wielki mistrz zakonu krzyżackiego          | - 1324 Werner von Orseln 1330                                             |

Rok 1329 / MCCCXXIX
stulecia: XIII wiek ~
XIV wiek ~
XV wiek

lata: 1319 «
1324 «
1325 «
1326 «
1327 «
1328 «
1329
» 1330
» 1331
» 1332
» 1333
» 1334
» 1339

## Wydarzenia w Polsce
- Wojna z Krzyżakami
- luty - atak wojsk Władysława Łokietka na Ziemię chełmińską, jako odwet za krzyżacki najazd w styczniu na Żmudź
- wojska Władysława Łokietka zdobyły zamek krzyżacki w Papowie Biskupim[1]
- 12 marca - Jan Luksemburski i wielki mistrz krzyżacki Werner von Orseln zawarli w Toruniu akt przymierza przeciwko Polsce
- marzec -  Krzyżacy opanowali Księstwo dobrzyńskie i gród w Dobrzyniu
- 29 marca - po oblężeniu Płocka przez wojska czesko-krzyżackie, książę płocki Wacław został zmuszony do złożenia hołdu lennego królowi czeskiemu Janowi Luksemburskiemu
- 3 kwietnia - po powrocie do Torunia Jan Luksemburski nadał Krzyżakom Mazowsze i ziemię dobrzyńską, a następnie ruszył w kierunku Czech przez Nową Marchię
- komtur krzyżacki Otto von Lauterberga przy użyciu machin oblężniczych zdobył gród w Przedeczu na Kujawach
- 23 kwietnia - Krzyżacy spalili biskupie miasto i katedrę we Włocławku
- zdobycie i spalenie przez Krzyżaków grodu biskupów włocławskich w Raciążku
- Pokój w Landsbergu (obecnie Gorzów Wielkopolski) kończący wojnę polsko-brandenburską
- Komtur dzierzgoński Luther z Brunszwiku nadał Ostródzie prawa miejskie na prawie chełmińskim
- Młynary otrzymały prawa miejskie.

## Wydarzenia na świecie
- 20 stycznia - wyruszenie z Królewca wyprawy Jana Luksemburskiego z Krzyżakami na Żmudź. W rejzie biało udział 300 rycerskich „gości” wraz z własnymi pocztami, 200 braci zakonnych na czele z wielkim mistrzem Wernerem von Orseln oraz 18 tys. żołnierzy krzyżackich. Wziął w niej też udział także lennik Jana Luksemburskiego książę Bolko niemodliński. Wojsko przeszło przez zamarznięty Zalew Kuroński do Kłajpedy i wkroczyło na Żmudź. Terenem działań wojennych były obszary nad rzeką Jurą i na wschód od niej, aż do rzeki Anczy. Według Kanonika Sambijskiego krzyżowcy zdobyli pięć grodów (Medwiagoła, Sisditen, Castrum Gedemini, Gieguże, Oukaym). Przeciwko rejzie wystąpił w lutym Władysław Łokietek atakując ziemie Zakonu krzyżackiego, co spowodowało wycofanie się krzyżowców[2].
- 5 marca – w Pampelunie odbyła się koronacja Joanny II i Filipa III na królową i króla Nawarry.
- 27 marca – papież Jan XXII w bulli In agro dominico potępił 17 tez niemieckiego teologa i filozofa Johannesa Eckharta, a 11 uznał za podejrzane.
- 18 czerwca – została poświęcona Katedra Mariacka w Hamburgu.
- 7 czerwca – Dawid II Bruce został królem Szkocji.

## Urodzili się
- 26 września – Anna Wittelsbach, królowa Niemiec i Czech (zm. 1353)
- 29 listopada – Jan I Dziecię, w latach 1339–1340 książę Dolnej Bawarii (zm. 1340)
- data nieznana:
  - Łazarz I Hrebeljanović – książę Serbii, nazywany również carem (zm. 1389)
  - Filip II z Tarentu – tytularny cesarz łaciński jako Filip III, książę Tarentu i król Albanii  (zm. 1374)

## Zmarli
- 17 stycznia – Roselina de Villeneuve, święta Kościoła katolickiego, przeorysza (ur. 1263)
- 21/22 stycznia – Henryk II Lew, książę Meklemburgii (ur. ok. 1266)[3]
- 31 maja – Albertino Mussato – łaciński poeta (ur. 1261)[4]
- 7 czerwca – Robert I Bruce, król Szkocji (ur. 1274)[5]
- 26 sierpnia – Henryk z Lipy, czeski rycerz, marszałek Czech (ur. ok. 1275)[6]
- 4 listopada – Edward Szczodry, hrabia Sabaudii, hrabia Aosty i Moriany w latach 1323–1329 (ur. 1284)[7]
- 27 listopada – Mahaut d’Artois, hrabina d’Artois, par Francji (ur. 1267/1268)